# ArcelorMittal Bremen

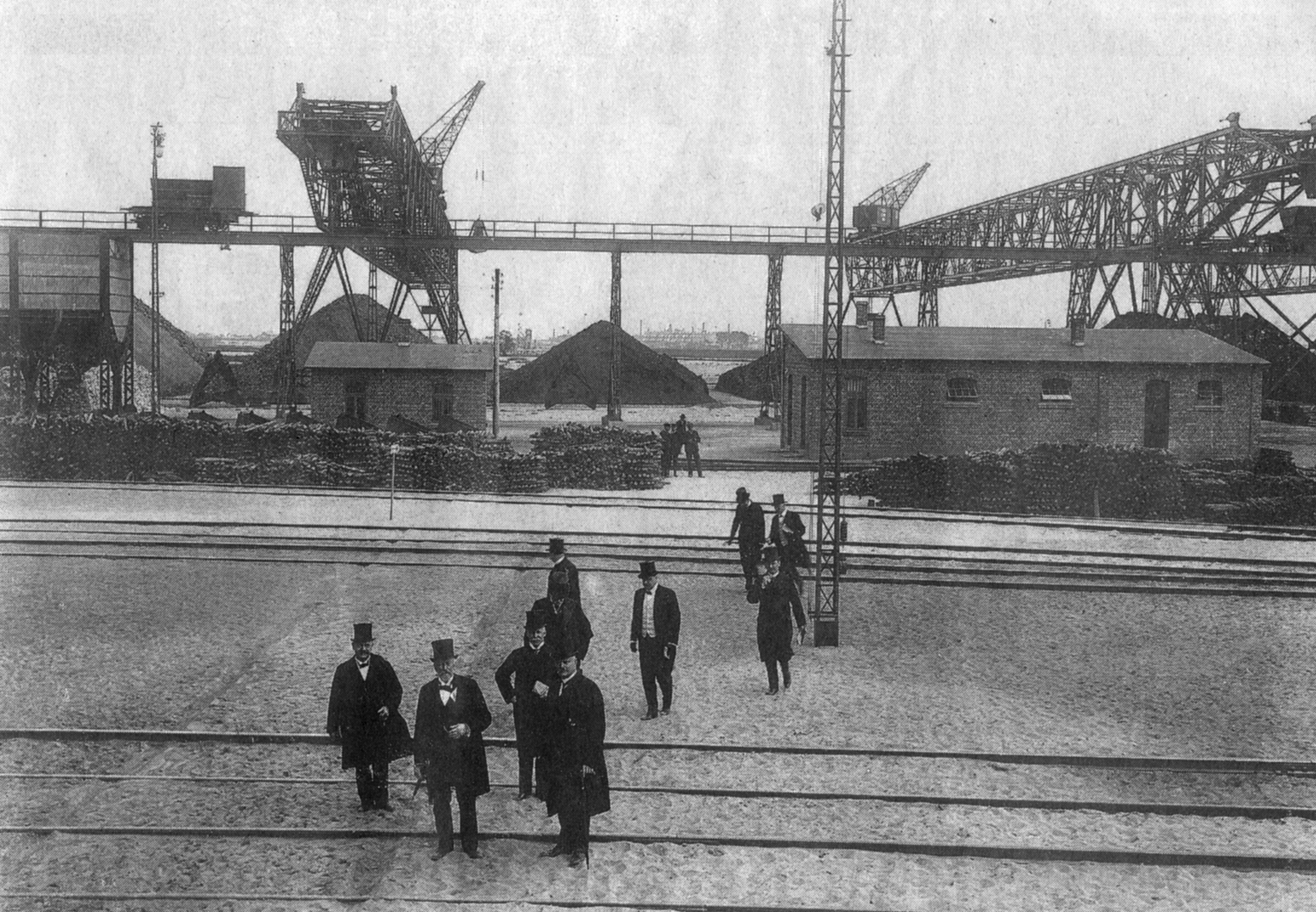
Einweihung der Norddeutschen Hütte 1911. Aufsichtsratsvorsitzender Philipp Heineken, Bürgermeister Carl Georg Barkhausen, Direktor Tutein (v.r.)

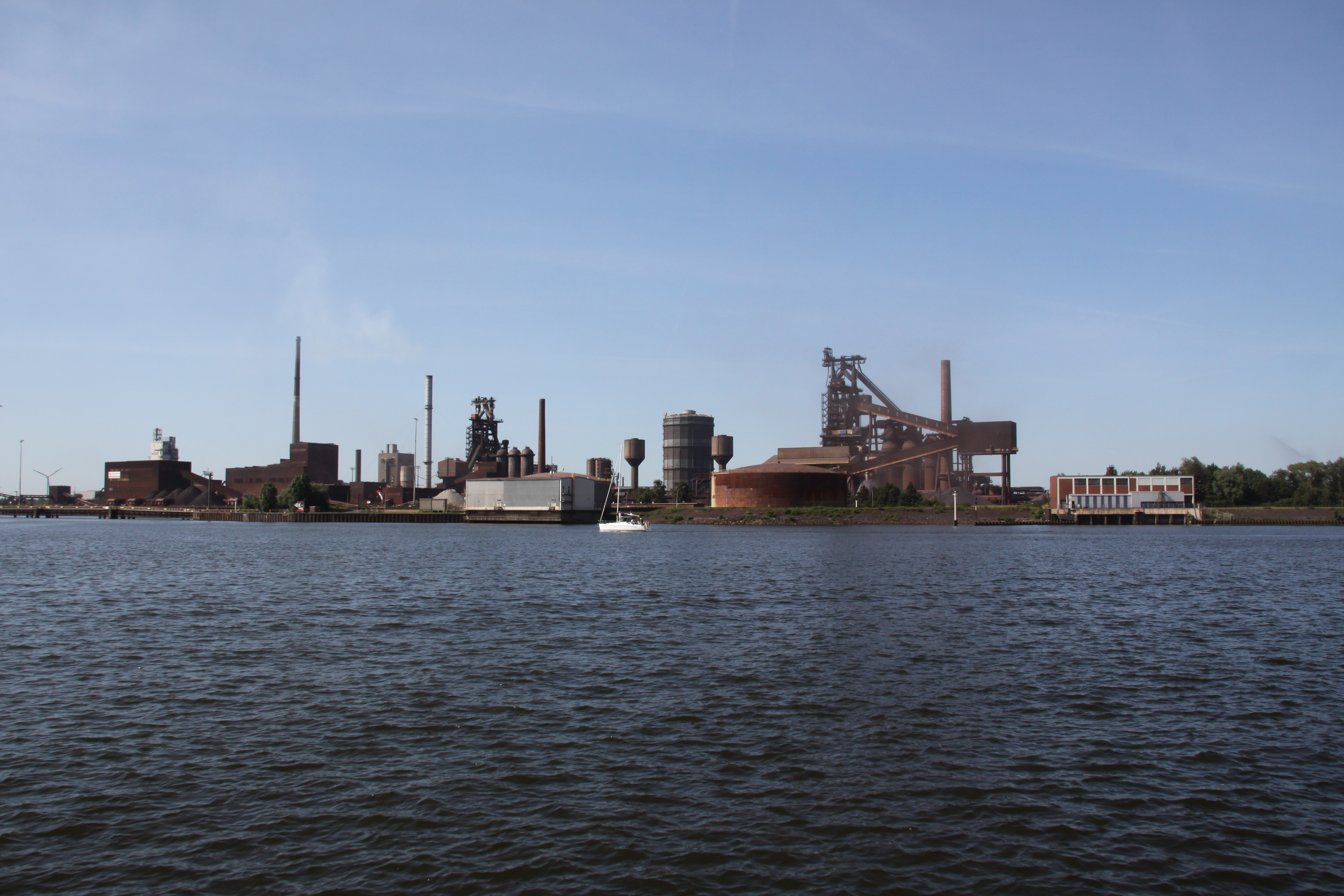
Die Anlagen von ArcelorMittal Bremen GmbH im Jahre 2011

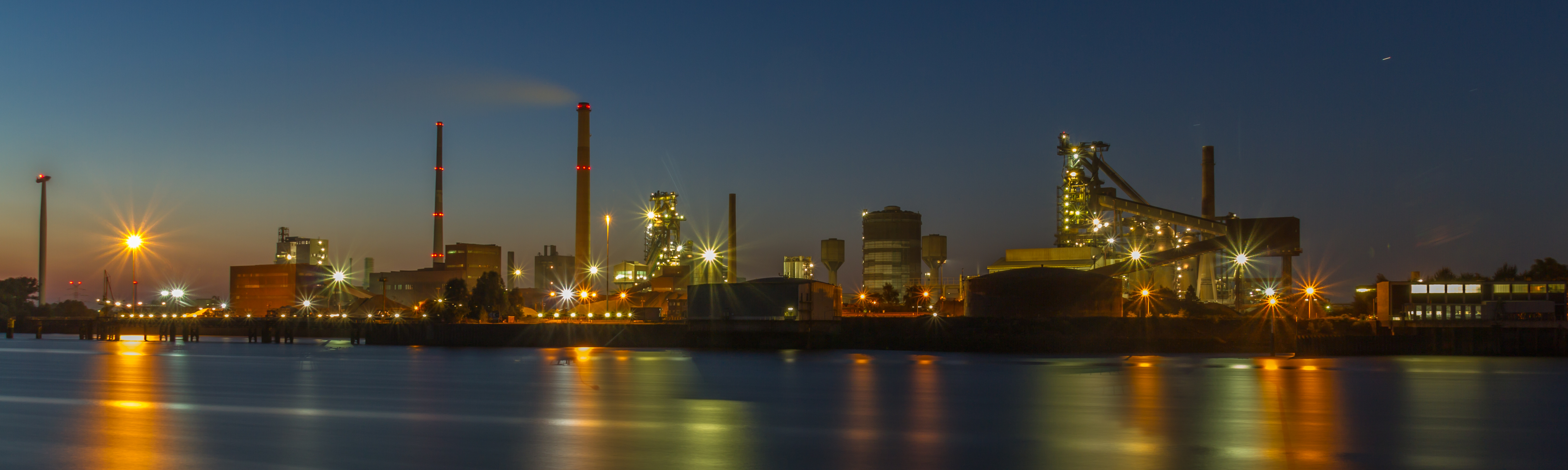
Die Anlagen bei Nacht.

Die ArcelorMittal Bremen GmbH gehört zum ArcelorMittal-Konzern und betreibt ein Stahlwerk in Bremen und eine Kokerei in Bottrop.

## Geschichte
1908 wurde die Norddeutsche Hütte errichtet. Mittels zweier Hochöfen wurde Roheisen produziert, das im Ruhrgebiet zu Stahl weiterverarbeitet wurde. Die Zeche Admiral in Dortmund gehörte seit 1918 zur Hütte und lieferte die Kohle für die werkseigene Kokerei. Die Linie 11 der Straßenbahn Bremen führte seit 1926 zum Werkstor.

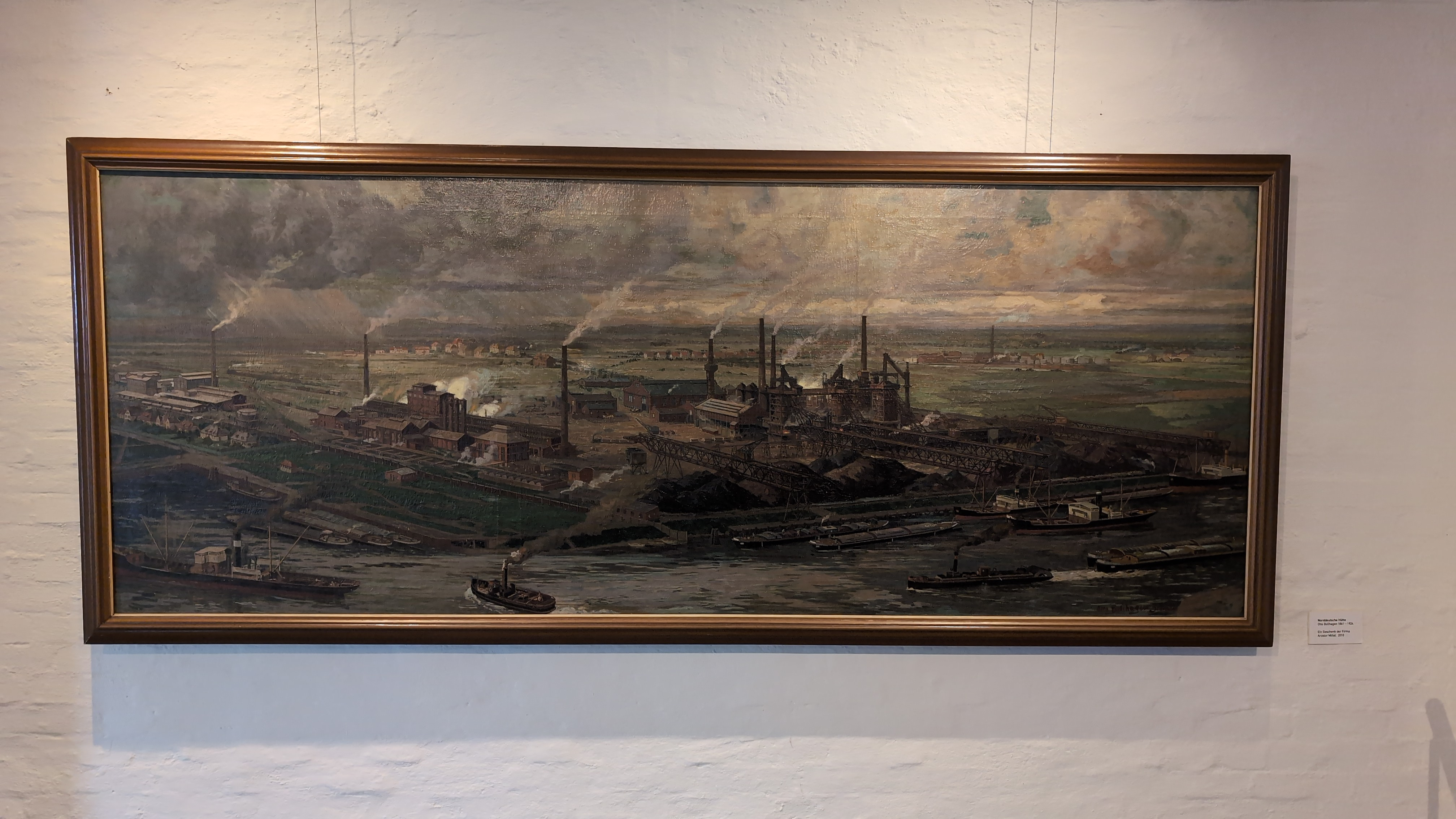
Norddeutsche Hütte (Otto Bollhagen, 1861–1924)

Während der deutschen Aufrüstung in der Zeit des Nationalsozialismus arbeiteten viele Zwangsarbeiter in der Hütte. Nach dem Ende des Zweiten Weltkriegs wurden die Hochöfen demontiert.
Die Klöckner-Werke AG übernahm 1954 die Reste der Norddeutschen Hütte AG und begann mit dem Ankauf von umliegenden Landflächen im Bremer Norden. Auf der Fläche, die bis dahin vom Dorf Mittelsbüren eingenommen wurde, entstand ein integriertes Hüttenwerk aus Hochofen, Stahlerzeugung und Walzwerk, wobei die Hütte sowohl mit einem Warmwalzwerk und Kaltwalzwerk ausgestattet wurde. Nach zwei Jahren Vorbereitung und Bauzeit begann 1957 der Produktionsbetrieb; die Herstellung von einer Tonne Rohstahl dauerte damals noch etwa 7 Stunden.
Aufgrund seiner günstigen Lage am Unterlauf der Weser bekam das Hüttenwerk schnell den inoffiziellen Namen die „Hütte am Meer“. Umgangssprachlich hieß das Werk seitdem kurz Klöckner. Die Lage des Werkes hat Vorteile für den Transport von Kohle und Stahl, da der jeweils kostengünstigere Weg auf dem Wasser (Hafen) oder dem Land (Schienenweg, Straße) genutzt werden kann.
1965 nahm das Kraftwerk Mittelsbüren auf dem Hüttengelände in unmittelbarer Nachbarschaft zu den Hochöfen seinen Betrieb auf. Als Brennstoff für dieses von swb betriebene Bahnstrom-Kraftwerk dienen die bei der Stahlproduktion anfallenden Kuppelgase Gichtgas und Konvertergas. Bis 1968 wurde das Stahlwerk nach dem Siemens-Martin-Verfahren betrieben, dann erfolgte die Umstellung auf das Linz-Donawitz-Verfahren.
Bis Ende 1979 wurde für die Beschäftigten ein Linienbusverkehr von und nach Bremerhaven durch die Verkehrsgesellschaft Bremerhaven AG (VGB) angeboten. Anschließend übernahm die DB-Tochter Weser-Ems-Bus den Betrieb. Der Linienbusverkehr wird nicht mehr durchgeführt.
1985 wurde das Blockwalzwerk I an die Reiner Brach GmbH & Co. KG verkauft, nachdem es zwei Jahre zuvor mit Aufgabe der Blockgusslinie stillgesetzt worden war. 1993 wurde eine Verzinkungslinie, die BREGAL (Bremer Galvanisierungs GmbH, nicht identisch mit der gleichnamigen Beteiligungsgesellschaft der Familie Brenninkmeijer), in Betrieb genommen. 1994 wurde die belgische SIDMAR N.V. aus Gent Mehrheitsgesellschafter, die zum Luxemburger Arbed-Konzern gehörte. Die ehemalige Klöckner-Hütte Bremen wurde in Stahlwerke Bremen umbenannt. 2001 wurde eine zweite Feuerverzinkungslinie (BREGAL 2) fertiggestellt.
2002 fusionierten die Stahlkonzerne Arbed (Luxemburg), Aceralia (Spanien) und Usinor (Frankreich) zur Arcelor S.A. mit Sitz in Luxemburg und bildeten den zu diesem Zeitpunkt weltgrößten Stahlkonzern mit einer jährlichen Rohstahlproduktion von rund 44,0 Mio. Tonnen. Am 16. März 2006 wurde im Handelsregister Bremen der Unternehmensname in Arcelor Bremen GmbH geändert. 2007 fusionierte Arcelor mit Mittal und es entstand die Aktiengesellschaft ArcelorMittal, ein neues Verwaltungsgebäude wurde bezogen und am 1. Juni 2007 der neue Firmenname ArcelorMittal Bremen GmbH für das Werk öffentlich eingeführt.
Im Juni 2025 verkündete der Mutterkonzern ArcelorMittal an, die Werkspläne zur Umrüstung auf die Produktion grünen Stahls verwerfen zu wollen. Land und Bund hatten dafür mehr als 840 Millionen Euro öffentliche Förderung in Aussicht gestellt.

## Produktion
Die Kapazität des heutigen Hüttenwerkes beträgt rund 4 Mio. Tonnen pro Jahr, die von etwa 3.100 Beschäftigten erzeugt werden. Am 11. Januar 2006 wurde die Erzeugung von 100.000.000 Tonnen Walzstahl seit Gründung der Hütte gefeiert.
Als Hauptenergieträger für die Stahlerzeugung wird in Bremen Kohle verwendet, welche neben Eisenerz ebenfalls in der Regel mit Schiffen angeliefert wird. Zum Hüttenwerk gehört die Kokerei Prosper in Bottrop (2 Mt Koks/Jahr). Um den teuren Koks partiell zu ersetzen, erfolgt ein Teil der Reduktion des Eisenerzes im Herstellungsprozess des Roheisens mit in den Hochofen eingeblasenen Kohlenstaub.
Die erste Stufe der Produktion findet im Hochofen statt. Das flüssige Roheisen wird in einen Pfannenwagen (ein sogenanntes Torpedo) gegossen. Dieser fährt zu einem Konverter, wo auch eisenhaltiger Schrott verwertet wird. Der Schrott wird in Bremen grob sortiert, mittels Magneten getrennt und im Konverter geschmolzen. Im Konverter wird der Stahlschmelze durch Einblasen von Sauerstoff so viel Kohlenstoff entzogen, wie dies für eine bestimmte Qualität von Stahl erforderlich ist. Nun wird die Schmelze durch verschiedene Zuschläge vorlegiert, bevor im letzten Arbeitsgang der Stahl in den Vakuumanlagen fertiglegiert wird. Danach wird der flüssige Stahl über die Stranggießanlage in Brammen gegossen.

Die Weiterverarbeitung der Brammen erfolgt direkt warm oder später kalt im Warmwalzwerk zu Warmband, aufgerollt zu Coils. Anschließend erfolgt im Kaltwalzwerk die Weiterverarbeitung zu Kaltband, ebenso aufgerollt zu Coils. Das Endprodukt nach dem Kaltwalzwerk ist ein Flachstahl in Form von aufgerollten Blechen (Coil). Die Kaltbandcoils werden je nach Kundenanforderung feuerverzinkt oder sogar zu verzinkten Platinen (Tailored Blank) weiterverarbeitet. 

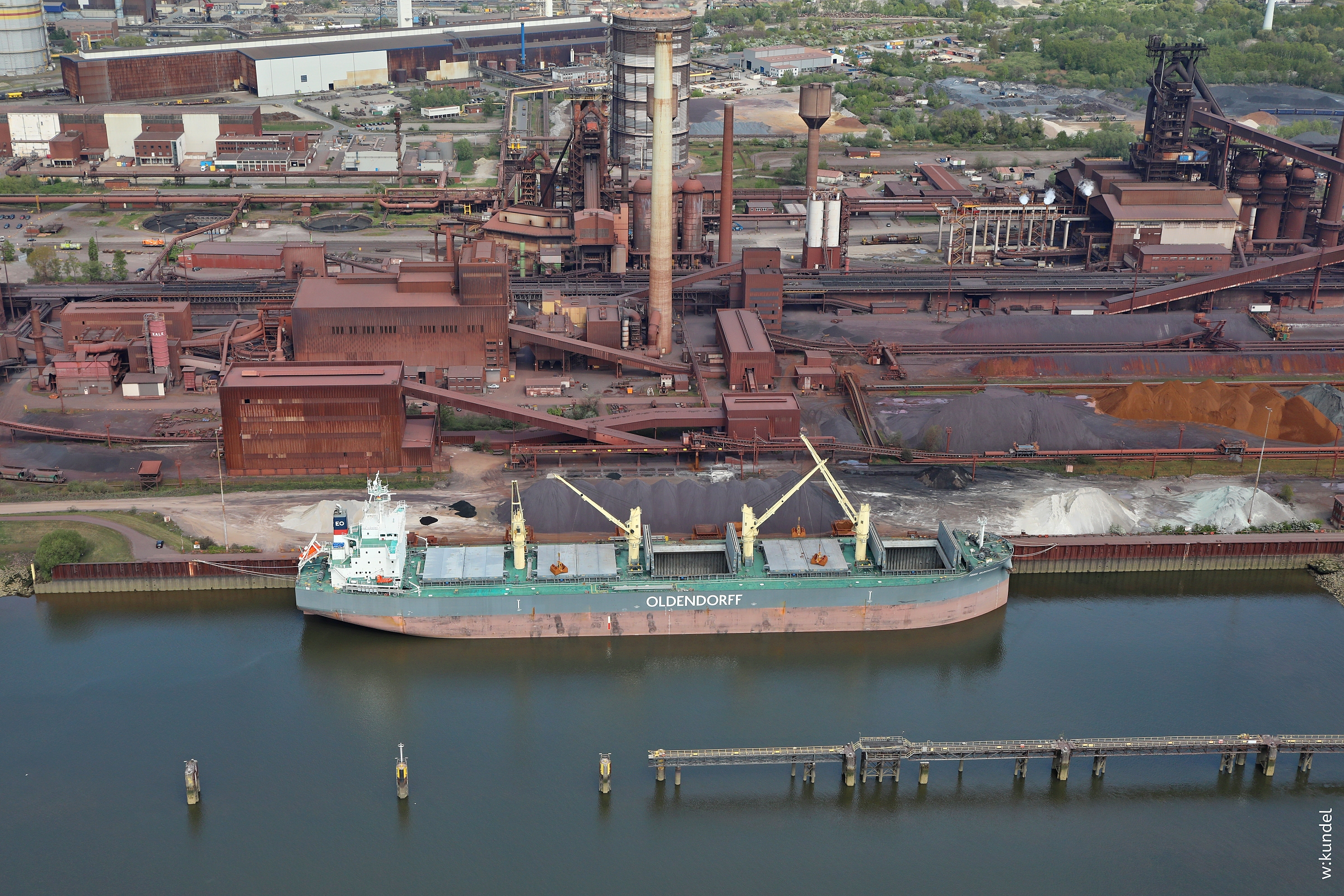
Massengutfrachter an der Pier

## Tochterunternehmen (Auswahl)
- Hansebahn Bremen GmbH (Anteil 49 %)
- Rhenus Weserport GmbH (Anteil 49 %)